# Gioventù bruciata
Gioventù bruciata (Rebel Without a Cause) è un film del 1955 diretto da Nicholas Ray in CinemaScope.
Nel 1990 il film è stato scelto per la conservazione nel National Film Registry della Biblioteca del Congresso degli Stati Uniti.
Nel 1998 l'American Film Institute l'ha inserito al 59º posto della classifica dei migliori 100 film statunitensi di tutti i tempi.

## Trama

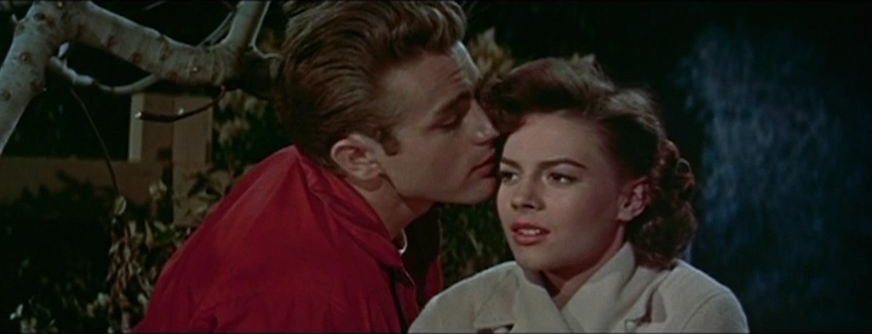
James Dean e Natalie Wood nel trailer

Il diciassettenne Jim Stark viene arrestato per ubriachezza molesta e, quando i genitori e la nonna vengono a prelevarlo nella locale stazione di polizia, l'agente Ray Fremick della sezione minorile comprende le ragioni del comportamento del ragazzo, recentemente trasferitosi in città a seguito di un evento violento occorsogli in precedenza, e della sua incomunicabilità con i genitori.
Jim conosce Judy, una ragazza vicina di casa che ha intravisto alla stazione di polizia, fermata a seguito di una rissa dove sono stati coinvolti i suoi amici, anche lei profondamente turbata da un rapporto difficile con il padre; Judy fa parte di una piccola banda il cui capo è un ragazzo di nome Buzz. Sempre alla stazione di polizia incontra anche Plato, un giovane che mitizza immediatamente Jim, essendo stato abbandonato dal padre in tenera età. Dopo una gita all'Osservatorio Griffith, Buzz provoca e sfida Jim a una lotta con i coltelli. Jim batte Buzz nella lotta con i coltelli, quindi per preservare il suo status di capobanda, Buzz lo invita a partecipare ad una prova di coraggio: la cosiddetta chicken run, che consiste nel lanciarsi a forte velocità a bordo di una macchina e gettarsi fuori prima che questa precipiti nello strapiombo sul mare. Jim chiede consiglio al padre ma questi si dimostra ai suoi occhi ancora debole e decide di partecipare alla prova che tuttavia si risolve tragicamente: Buzz, la cui manica della giacca rimane impigliata nella maniglia, muore non riuscendo ad uscire dall'auto.
Jim sceglie, a dispetto del parere dei genitori, di parlare con l'agente Fremick, ma questi è fuori per servizio e gli amici di Buzz, convocati dalla polizia, lo vedono entrare nella stazione e si mettono alla sua ricerca. Egli nel frattempo, insieme a Judy e Plato, si reca in una vecchia villa disabitata dove Plato è solito rifugiarsi per rimanere in solitudine, e i due, oltre a raccoglierne le confidenze, scoprono di essere innamorati. Crunch, Goon e Gene, i tre amici di Buzz, arrivano alla villa dove cercano di aggredire Plato, trovato addormentato, ma questi, armato di pistola, ferisce Crunch e spara contro un poliziotto nel frattempo sopraggiunto.
La situazione precipita e, mentre i genitori e la polizia accorrono alla villa, Jim cerca di calmare Plato, ormai fuori controllo, ma nonostante riesca ad estrarre il caricatore dalla sua pistola, i poliziotti vedendo il ragazzo armato, gli sparano uccidendolo. L'evento, seppure nella sua drammaticità, riesce a fare riavvicinare Jim ai genitori e a rivelargli il suo amore per Judy.

## Produzione
Il titolo originale del film, Rebel Without a Cause, è un riferimento al libro del 1944 dello psichiatra Robert Lidner: Ribelle senza causa: analisi di uno psicopatico criminale. La Warner, casa produttrice del film, aveva acquistato i diritti sul libro ma la riduzione cinematografica, alla quale avevano lavorato nel corso degli anni diversi sceneggiatori, risultò alla fine completamente diversa dall'argomento del libro. Il film è stato girato dal 28 marzo al 26 maggio 1955.

### Cast
Inizialmente il ruolo di Jim doveva andare a Marlon Brando, che nel 1947 (allora ventitreenne) sostenne un provino per il regista. Per i produttori divenne subito la prima scelta per quel ruolo, ma Brando rifiutò la parte per dedicarsi al teatro. Sette anni dopo la parte andrà a Dean.
L'attore Edward Platt, che interpreta l'agente Ray Fremick, il poliziotto comprensivo, è un caratterista di vaglia, noto per la sua partecipazione a molti telefilm, tra i quali si segnala in particolare Get Smart, dove interpretava Il Capo.
Fu l'ultimo film della carriera di Virginia Brissac, che nel film interpreta la nonna di James Dean; un'attrice che, proveniente dal teatro, aveva debuttato nel cinema nel 1913 e che, dagli anni trenta, era diventata una caratterista hollywoodiana.
Il regista Nicholas Ray si concede un piccolo cameo alla fine del film, nell'ultima inquadratura: è l'uomo con impermeabile e valigia che entra nell'osservatorio quando l'ambulanza e le macchine della polizia se ne vanno.
Dopo la fine delle riprese di questo film, James Dean, Sal Mineo e Dennis Hopper (quest'ultimo al suo debutto cinematografico) reciteranno ancora insieme in Il gigante (1955).

## Riconoscimenti
- 1956 - Premio Oscar
  - Candidatura Miglior attore non protagonista a Sal Mineo
  - Candidatura Miglior attrice non protagonista a Natalie Wood
  - Candidatura Miglior soggetto a Nicholas Ray
- 1957 - Premio BAFTA
  - Candidatura Miglior film
  - Candidatura Miglior attore straniero a James Dean

James Dean fu candidato come miglior attore protagonista ai Premi Oscar 1956 ma per il film La valle dell'Eden (East of Eden) di Elia Kazan uscito nello stesso anno.

## Influenza culturale
Il film parlò ad un'intera generazione di teenager nella seconda metà degli anni cinquanta, ma la sua fama non può e non deve limitarsi a ciò. La pellicola, storia di un brusco e doloroso passaggio all'età adulta, è un documento sui riti della generazione post-bellica nella provincia statunitense e presenta i "ribelli senza causa" come lo specchio del nostro disincanto, la cattiva coscienza di una civiltà in declino.
Nel tempo è divenuto un cult movie e il titolo italiano è entrato nel linguaggio comune. La morte prematura e violenta che ha colpito, in tempi diversi, i tre protagonisti (Dean morì in un incidente automobilistico un mese prima dell'uscita del film, Mineo fu assassinato a 37 anni nel 1976, la Wood annegò in circostanze non del tutto chiarite a 43 anni nel 1981) ha alimentato la fama di Gioventù bruciata come film "maledetto".

## Curiosità
- Le auto guidate da James Dean sono una Ford Super De Luxe del 1946 e una Mercury Club Coupe del 1949[4].